# Nordens Capri - Bornholm i Farver
|  | Denne artikel er oprettet af botten Steenthbot ud fra en ekstern database. Den kan derfor have sproglige fejl eller mangler. Denne skabelon kan fjernes efter kontrol af indholdet. |

Nordens Capri - Bornholm i Farver er en dansk dokumentarfilm instrueret af Albert Rasmussen.

## Handling
Turistfilm fra Bornholm, der tager sig hele vejen rundt om den solbeskinnede klippeø: Gudhjem, rundkirken i Østerslars, Østermarie kirkeruin, Randkløve Skår, Svaneke, Paradisbakkerne, Neksø, Dueodde Strand, Almindingen med Rytterknægten, Rønne, Hasle, Jons Kapel, Hammershus, Sandvig, Allinge og Tejn samt Ertholmene, Christiansø og Frederiksø. Filmen er ukomplet og uden årstal.